# Sảng Tủng
Sảng Tủng là một xã thuộc huyện Đồng Văn, tỉnh Hà Giang, Việt Nam.

## Địa lý
Xã Sảng Tủng cách trung tâm huyện Đồng Văn 28 km về phía nam, cách Quốc lộ 4C 5 km, có vị trí địa lý:
- Phía đông giáp xã Sính Lủng
- Phía tây giáp xã Phố Cáo
- Phía nam giáp xã Hố Quáng Phìn và xã Vần Chải
- Phía bắc giáp xã Sủng Là và xã Sà Phìn.

Xã Sảng Tủng có diện tích 28,84 km², dân số năm 2019 là 3.876 người, mật độ dân cư đạt 134 người/km².

## Hành chính
Xã Sảng Tủng được chia thành 15 thôn: Chứ Lủng, Giàng Séo Lủng, Lũng Thàng, Sảng Tủng A, Sảng Tủng B, Séo Lủng A, Séo Lủng B, Séo Sính Lủng, Sình Thầu A, Sình Thầu B, Tả Lủng A, Tả Lủng B, Thèn Ván, Trứ Phìn A, Trứ Phìn B.

## Lịch sử
Ngày 5 tháng 7 năm 1961, Hội đồng Chính phủ ban hành Quyết định số 91-CP về việc thành lập xã Sảng Tủng trên cơ sở một phần diện tích và dân số của xã Lũng Phìn.